# National Security Agency
NSA (National Security Agency / Central Security Service NSA/CSS) er en af USA's sikkerhedstjenester (efterretningstjenester). NSA har især til opgave at aflytte, indsamle og analysere alle former for kommunikation.
NSA er underlagt forsvarsministeriet. Etatens budget er hemmeligstemplet, men det antages at være betragtelig større end CIA's. NSA er verdens største arbejdsgiver for matematikere. Hovedkvarteret ligger på militærbasen Fort George G. Meade i Maryland udenfor Washington D.C.
NSA samarbejder med øvrige NATO-landes efterretningstjenester. Som led i NSA's verdensomspændende net af elektronisk spionageanlæg er der bygget lytte- og pejlestationer også i Norge og Danmark – bl.a. på Bornholm.
NSA er specielt kendt for efterretningsnetværket Echelon.
NSA er også med i Dan Browns bog "Tankados Kode"(originaltitel: "Digital Fortress")